# Partyschlager

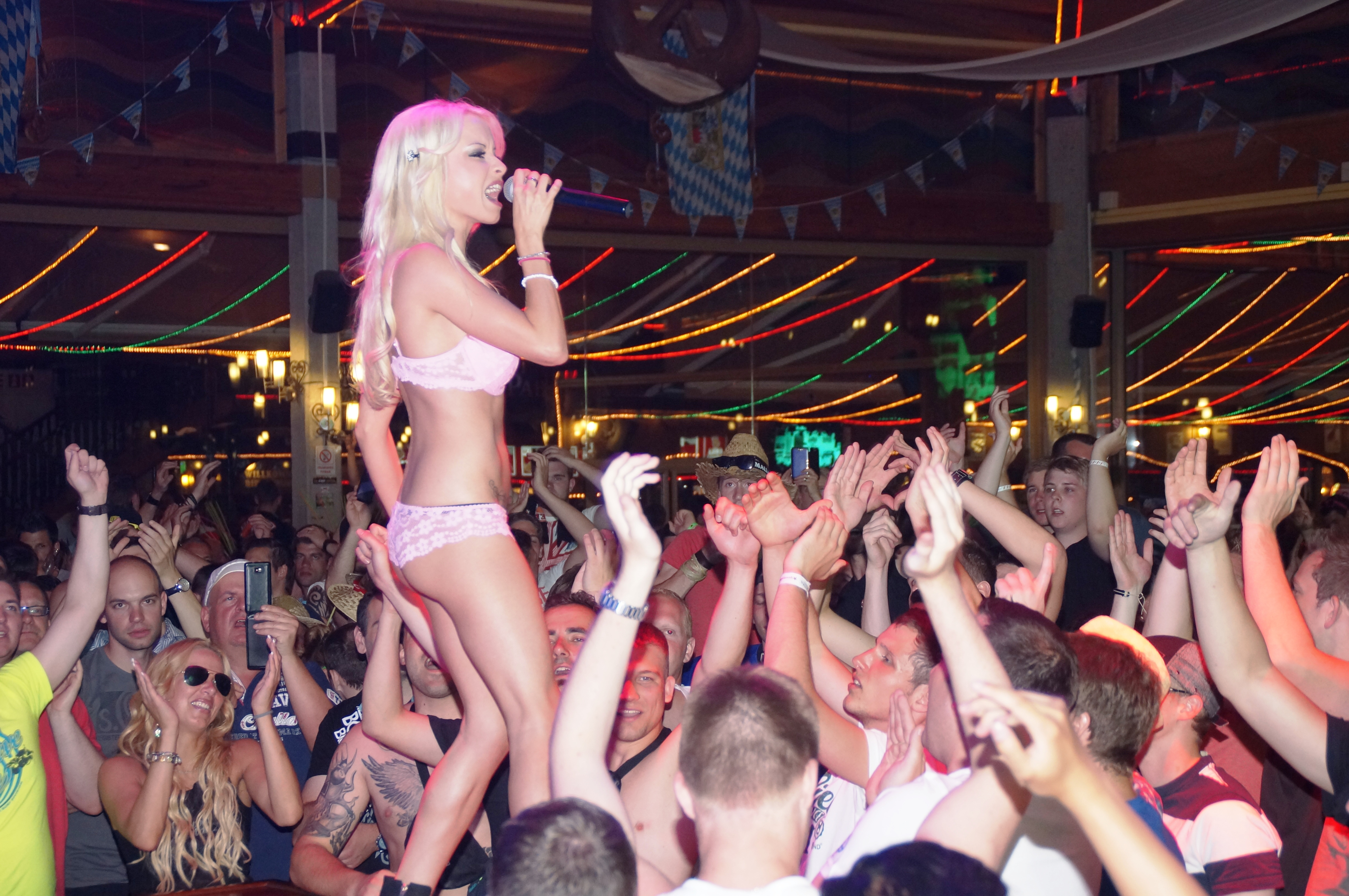
Mia Julia bei einem Auftritt im Bierkönig auf Mallorca (2013)

Partyschlager  (auch Party-Schlager,  Partymusik) ist eine seit den 1990er Jahren populäre Form des Schlagers bzw. der Stimmungsmusik, die Stilmittel aus Eurodance, EDM und Hands Up verwendet. Innerhalb des Partyschlagers bzw. der Partymusik gibt es verschiedene nach Thema und Anlass bezeichnete Bereiche, etwa Ballermann-, Après-Ski-, Karnevals-, Oktoberfest- oder Wiesn-Hits.

## Geschichte

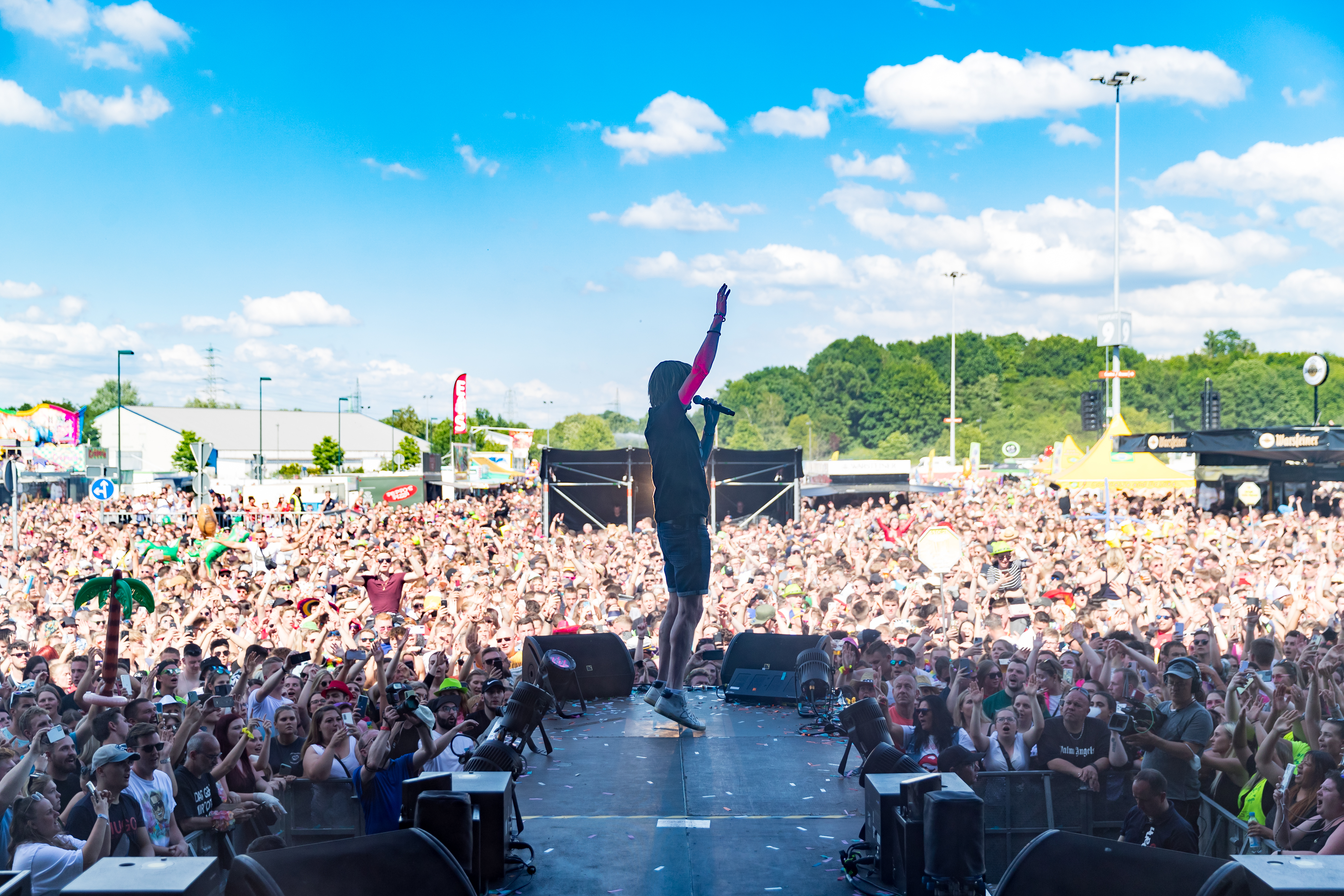
Mickie Krause auf dem Laufsteg der Bühne beim Festival Oberhausen Olé in der Rudolf Weber-Arena (2022)

Der Begriff Partymusik wurde bereits früher für populäre Musik verwendet, etwa von einem 1966 von der Electrola gegründeten Label namens Party-Musik. Als einer der ersten Vertreter der Party-Stimmungsmusik in den 1970er Jahren gilt Tony Marshall, als Vorläufer der Ballermann-Musik die Gruppe Die 3 Besoffskis, deren größter Hit Puff von Barcelona (1975) 1999 von Mickie Krause gecovert wurde.
Bekannt wurde der Stil mit Stücken wie König von Mallorca (1999) von Jürgen Drews und 10 nackte Friseusen (1999) von Mickie Krause. Seit den 1990er-Jahren erscheinen auch Schlager als Party-Remixe, etwa Wahnsinn (1983) von Wolfgang Petry und den Lollies (1998), Marmor, Stein und Eisen bricht von Drafi Deutscher (1965) oder Ein Stern (… der deinen Namen trägt) von Nik P. (1998) und DJ Ötzi (2007). Das Stück Layla von DJ Robin und Schürze wurde offizieller Sommerhit des Jahres 2022 und löste eine Sexismus-Debatte aus. Durch das Stück erhielt die Stilrichtung auch Aufmerksamkeit abseits der Partyszene. 2023 konnten sich mehrere Partyschlager in den Charts platzieren.

## Verbreitung

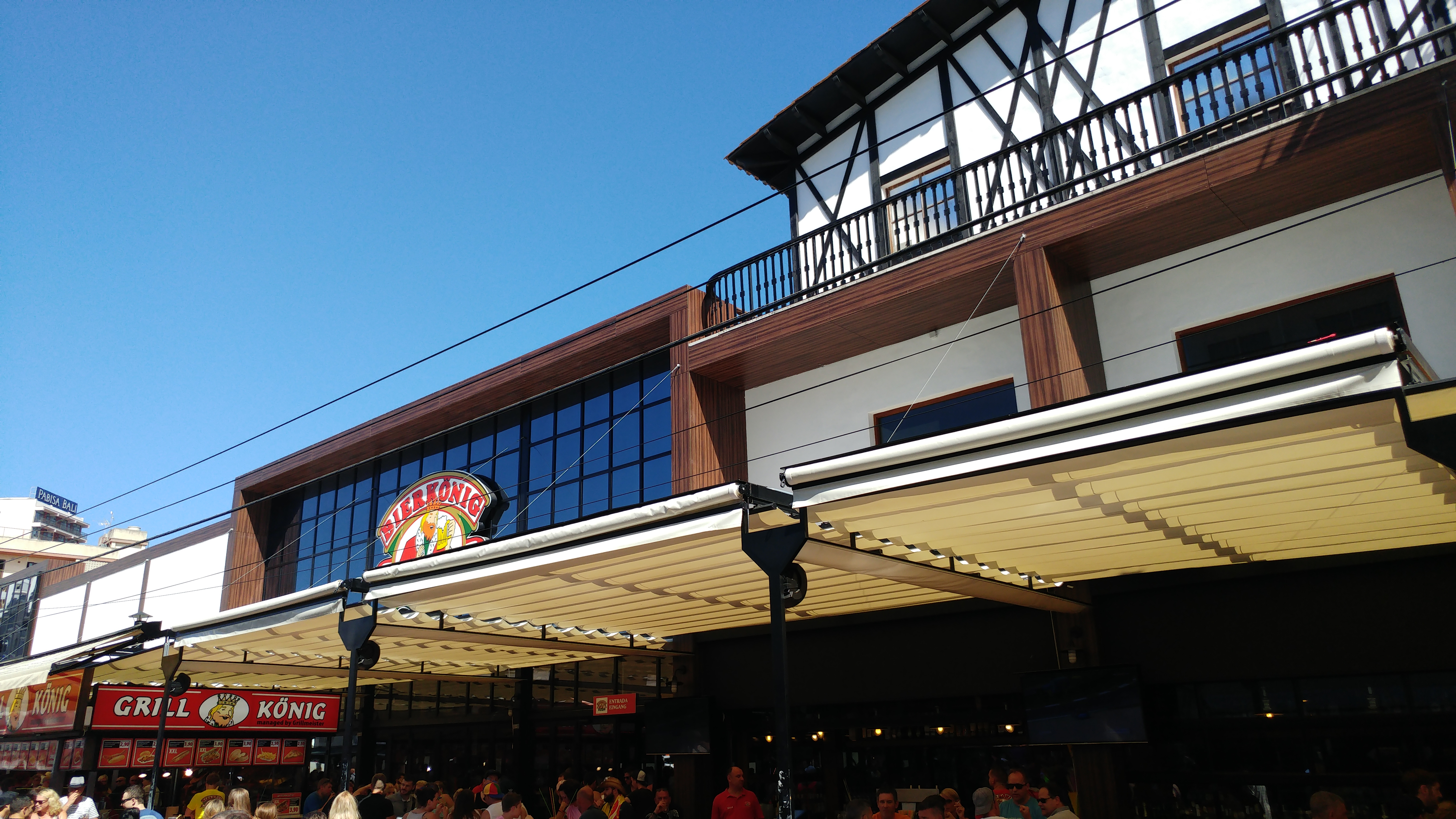
Bierkönig in Palma de Mallorca (2017)

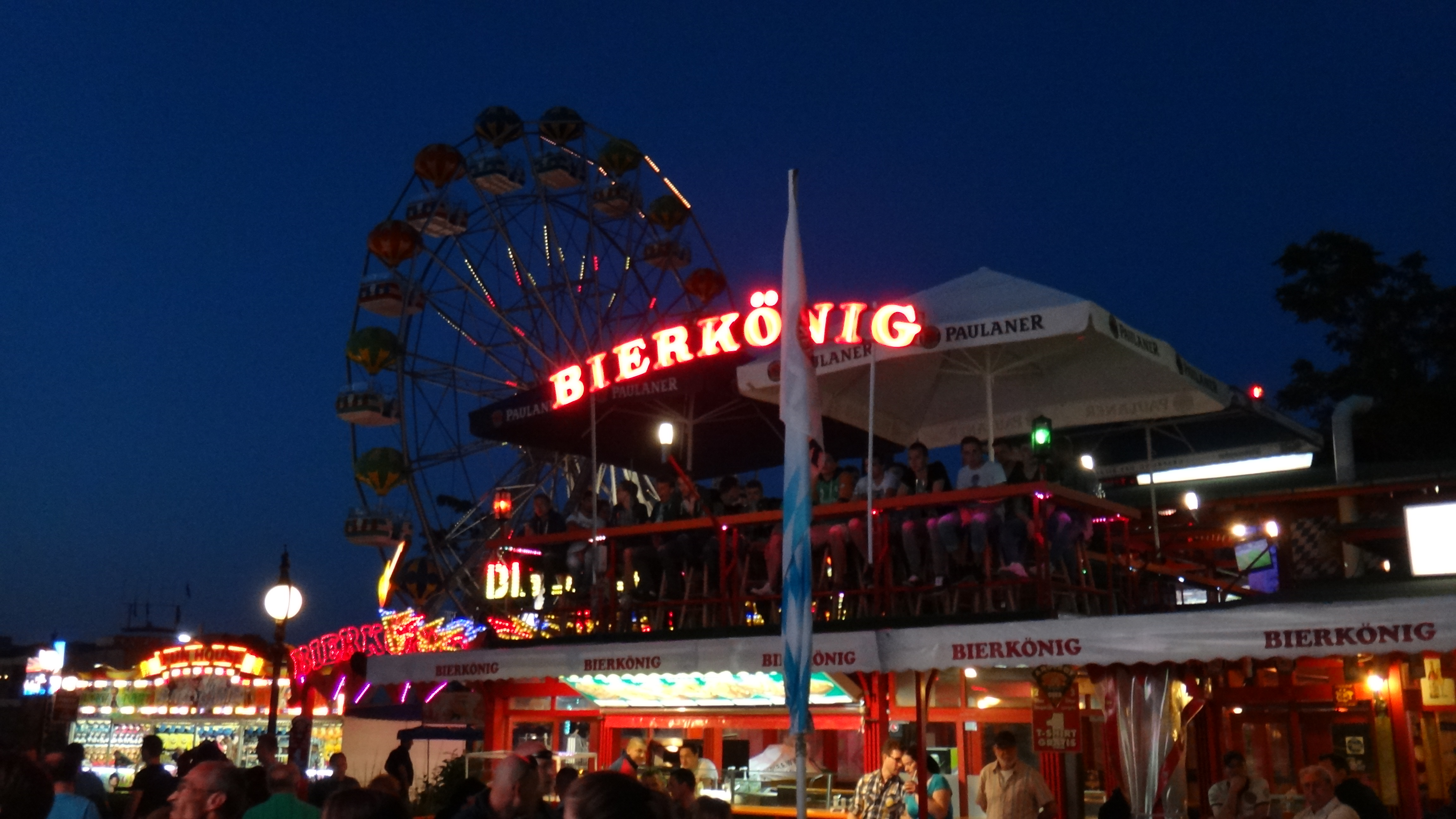
„Bierkönig“ am Goldstrand (2015)

Live vorgetragen wird Partyschlager am Ballermann, also in den Diskotheken Bierkönig, Mega-Park und Oberbayern in Palma de Mallorca sowie in anderen Lokalen auf Mallorca, etwa in Cala Millor, im Bierbrunnen in Cala Rajada oder Krümels Stadl in Cala Fornells. Ein zweites Zentrum entstand am bulgarischen Goldstrand, wo es nach den Ballermann-Lokalen benannte Clubs gibt, etwa Bierkönig Bulgaria, Dolphin Mega-Park und Ballerman 6 Beach Bar. Im deutschsprachigen Raum gibt es Live-Partyschlager auf Volksfesten, Schlagerfestivals, -partys oder -paraden wie dem Hamburger Schlagermove, in Après-Ski-Lokalen (etwa in Ischgl) und in Diskotheken im ländlichen Raum. Auch bei Mallorca-Spezialausgaben des ZDF-Fernsehgarten treten Partyschlagersänger auf. Ikke Hüftgold warf dem Sender wiederholt vor, die Texte zu zensieren.
Partyschlager werden häufig auf Kompilationen veröffentlicht, etwa seit 1995 in der Reihe Ballermann-Hits (EMI Electrola) und der Reihe Fetenhits (Universal Music). Seit 2006 wird der Ballermann-Award verliehen, dessen Teilnehmerbeiträge ab 2013 auf gleichnamigen Kompilationen erschienen sind. Beim seit 2011 verliehenen smago! Award gibt es Kategorien wie „Wiesn-Hit des Jahres“ und „Erfolgreichster Partyschlagersänger des Jahres“.
Verschiedene Ausgaben von Fernsehsendungen wie Die ultimative Chartshow und Deutschland sucht den Superstar standen unter dem Motto „Ballermann“. Mit Radio Paloma Partyschlager, Radio Hossa und Radio Bollerwagen gibt es Livestream-Spartenkanäle von Privatradiosendern, die ausschließlich Partymusik spielen. Im terrestrischen Radio werden Partyschlager selten gespielt.

## Abgrenzung von anderen Schlagerbereichen
Laut dem Musikethnologen Julio Mendívil trug Guildo Horns Auftritt beim Eurovision Song Contest 1998 mit dem Stück Guildo hat euch lieb! maßgeblich zur Entwicklung der Partymusik bei. Danach habe sich der Begriff „Schlager“ aufgespalten in den etablierten deutschen Schlager und die Ballermann- bzw. Après-Ski-Musik, die sich ihm kaum mehr zuordnen lässt und Anleihen von Volksmusik und Comedy enthält. Erfolgreiche Schlagersänger wie Jürgen Drews, Bernhard Brink oder Costa Cordalis sowie volkstümliche Gruppen wie De Randfichten traten nun in der Ballermann-Szene auf.
Mendívil beobachtet drei Bereiche des Schlagers: 1.) einen volkstümlichen Bereich, 2.) einen deutschen Schlager-Bereich und 3.) einen Partymusikbereich. Während sich Schlager und Ballermann- bzw. Après-Ski-Musik sowie Schlager und der volkstümliche Sektor jeweils gegenseitig beeinflussten, sei die Interaktion zwischen Partymusik und dem volkstümlichen Schlager bzw. der volkstümlichen Musik eher gering.
In Anlehnung an Mendívils Klassifikation sieht Marina Forell gattungsübergreifende Anleihen zwischen Mallorca-Schlager (bzw. Partyschlager) und klassischem deutschen Schlager auf der einen Seite sowie Popschlager auf der anderen Seite. Das Popschlager-Repertoire wird von Partyschlager-Interpreten zweitverwertet, so etwa von der Sängerin Caro, die als Double von Helene Fischer am Ballermann auftrat.

## Verwandte Stilrichtungen der elektronischen Musik
Verwandte Stilrichtungen der elektronischen Musik werden als „Ballermann-Big-Room“ (Hans Entertainment) oder „Ballermann-Hardstyle“ (Da Tweekaz) bezeichnet. Ähnliche Stilrichtungen der Partymusik in Skandinavien sind Russemusikk (Norwegen) und Epadunk (Schweden).

## Charakteristiken

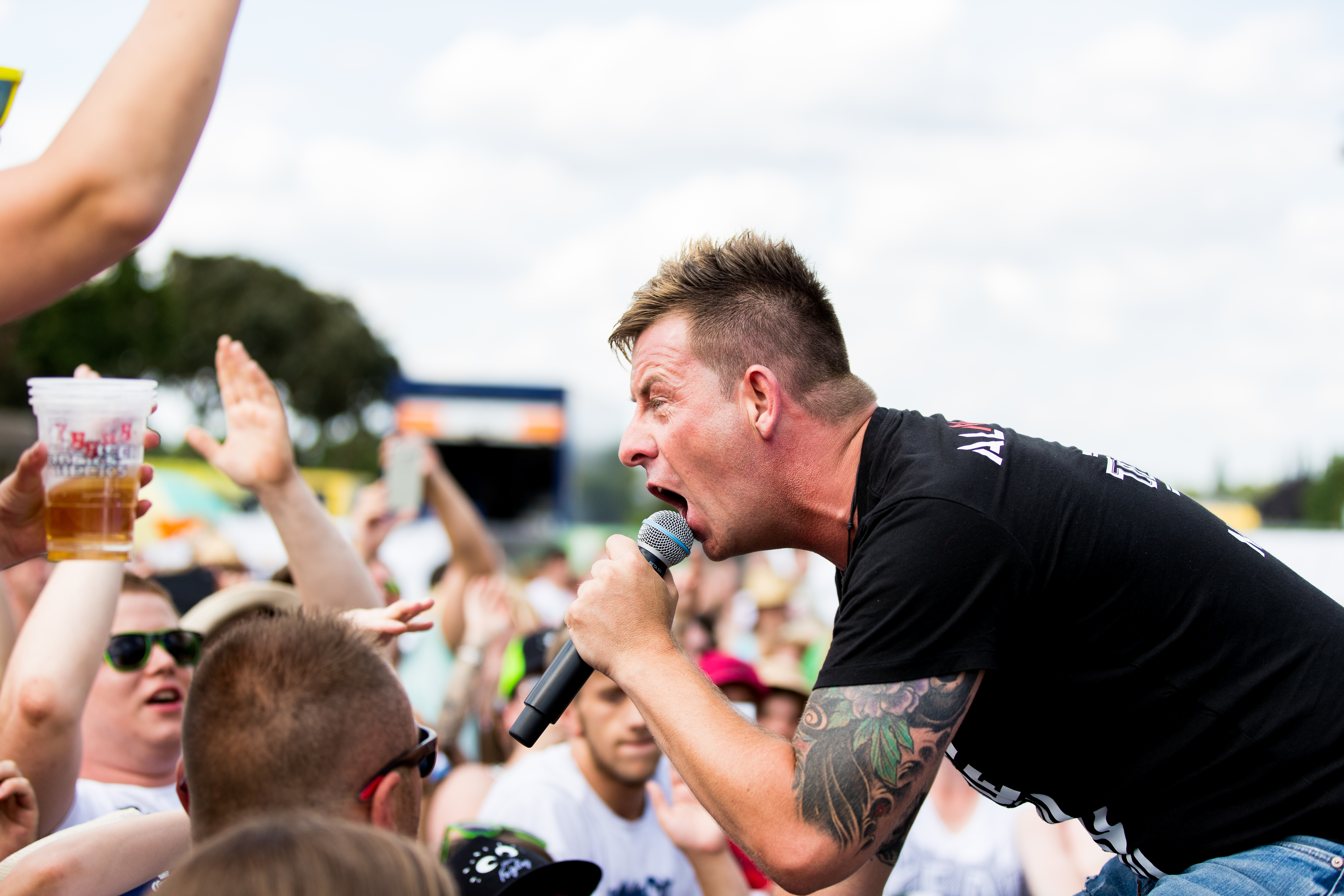
Almklausi mit Publikum auf dem Festival La Ola! Mannheim (2016)

Partyschlager stehen in der Tradition von Stimmungsliedern. Drehen sich die Texte primär um Alkohol (insbesondere Bier, z. B. Freibierotto von Dorfrocker), Party und Sex, werden die Trinklieder umgangssprachlich auch als „Sauflieder“ bezeichnet. „Ballermann“ und „Après-Ski“ sind in der Musikindustrie inoffizielle Bezeichnungen für ein Partymusik-Marktsegment, das aus einem überwiegend jungen Publikum besteht. Obwohl es sich nicht um eine einheitliche Musikszene handelt, gibt es musikalische Gemeinsamkeiten, etwa elektronische Rhythmen, Melodien, die als ,typisch deutsch‘ gelten, und deutschsprachige Texte über Sex, Alkoholkonsum und Partys.

Charakteristisch für viele Stücke ist eine inszenierte Live-Atmosphäre mit Publikumsgeräuschen. Sie beginnen häufig mit einem gesprochenen Intro, das die Ansage eines Livekonzerts simuliert, und enthalten manchmal Pausen im Gesang, die zum Mitsingen des Publikums einladen. Bei der Aufführung der Musik steht die Live-Performance der Sänger, die sich auch als „Stimmungssänger“ bezeichnen, und die Interaktion mit dem Publikum im Zentrum. Sie singen überwiegend zu einem Backing Track, also ohne Liveband, oder Vollplayback.

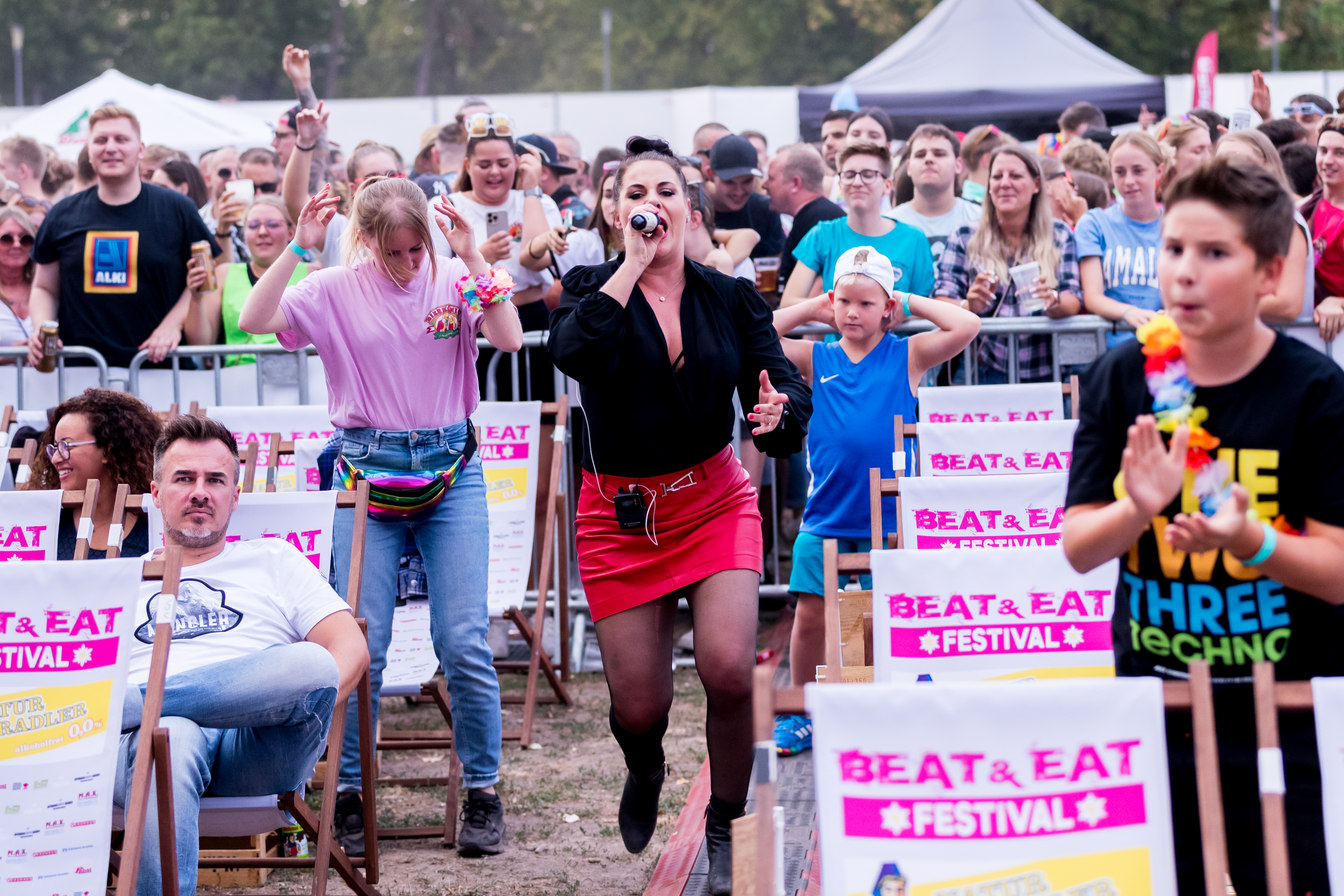
Ina Colada bei der Beat & Eat Mallorca Party in Ladenburg neben einer Zuschauerin mit Bierkönig-T-Shirt (2022)

Regelmäßig werden bekannte Schlager gecovert, neu interpretiert, betextet oder parodiert und zumeist mit elektronischem Schlagzeug und 4-to-the-floor-Rhythmus arrangiert, z. B. Was wollen wir trinken (BOTS) zu Jan Pillemann Otze (Mickie Krause), Eviva España (u. a. Hanna Aroni) zu Elvira ist schwanger (Peter Wackel), Jambalaya (u. a. Gerhard Wendland) zu Fliegt ’ne Kuh in Peru (Die Autohändler) oder Atemlos durch die Nacht (Helene Fischer, Komposition: Kristina Bach) zu Hackevoll durch die Nacht (Ikke Hüftgold). Außerdem werden Melodien von Volksliedern (das Donaulied von Mickie Krause), Kinderliedern (Brown Girl in the Ring als Bier und ’nen Appelkorn von Die 3 Colonias) und Fangesängen verwendet (So geh’n die Gauchos von Willi Herren und Ikke Hüftgold; Dicke Titten, Kartoffelsalat von Ikke Hüftgold, eine Kombination aus Olé, Olé, Olé und The Entertainer von Scott Joplin).

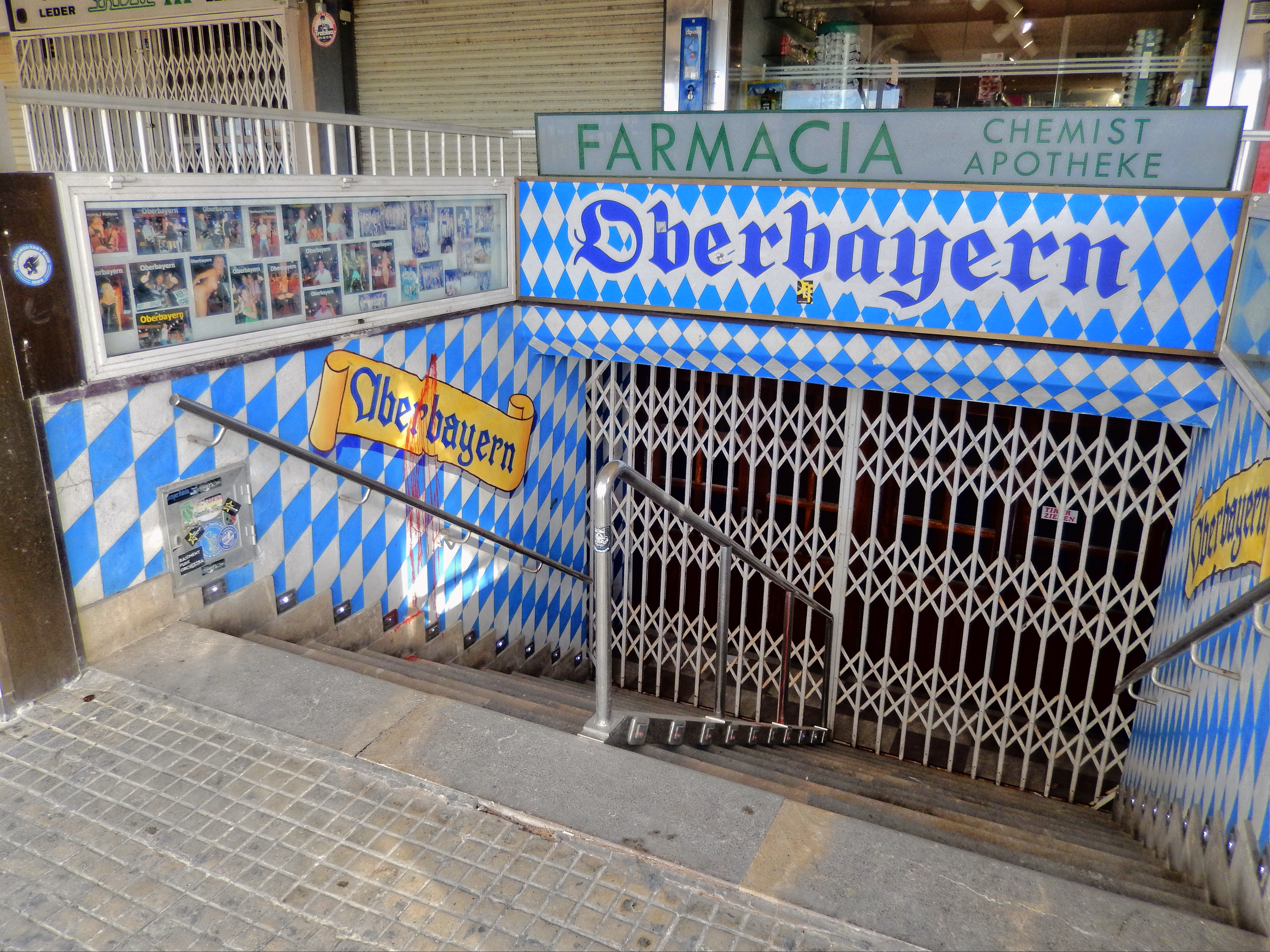
Eingang der Diskothek Oberbayern mit den Farben der bayrischen Flagge an der Platja de Palma

Eine Studie aus dem Jahr 2021, die 84 deutschsprachige Songs einer populären Spotify-Playlist für Ballermann-Musik („Mallorca für alle – Ballermann Hits 2020 – Mallorca Hits“) auswertete, ermittelte ein durchschnittliches Tempo von 133,3 bpm (Minimalwert: 70; Maximalwert: 160). Die Stilistik entspricht damit den gängigen Geschwindigkeiten von Techno/Trance und House. Unter den Interpreten waren mit Mia Julia, Isi Glück und Ina Colada nur drei weibliche. Die häufigsten Tonarten waren A-Dur (18,3 %), gefolgt von a-Moll (12,2 %), B-Dur (12,2 %) und e-Moll (8,5 %). Die Themen der Stücke entfielen auf die Kategorien Alkohol (23,2 %), Urlaub auf Mallorca (19,5 %), Party (17,1 %), sexualisierte Frau (13,4 %), Frau (8,5 %), Humor (6,1 %), Deutschsein (3,7 %) und Fußball (2,4 %).
Die umgangssprachlich nach Orten und Anlässen benannte Musik (Ballermann, Après-Ski, Karneval, Oktoberfest) wird nicht nur dort, sondern auch auf nach ihnen benannten Partys unabhängig von Ort und Jahreszeit gespielt. Dieses Phänomen wurde als „peripherer Karneval“ bezeichnet. Die Darstellung der deutschen Identität bzw. Heimat im Fremden, wie sie nicht nur in Texten, sondern auch auf Mallorca inszeniert wird, wurde mit dem vom Ethnologen Hermann Bausinger geprägten Begriff der „Binnenexotik“ beschrieben.

## Bekannte Künstler
Zu den bekanntesten Vertretern des Partyschlagers bzw. der Partymusik gehören:
- Achim Petry
- Alex Zapata
- Alicia Melina
- Almklausi
- Andy Luxx
- Anna-Maria Zimmermann
- Antonia aus Tirol
- Axel Fischer
- Bierkapitän
- Biggi Bardot
- Buddy
- Carolina Noeding
- Chris Rabatz
- Chriss Tuxi
- Die 4 Apostel
- Die Atzen
- Die Draufgänger
- Die Grubertaler
- Die jungen Zillertaler
- Die Lollies
- Die Zipfelbuben
- Dieter Thomas Kuhn
- DJ Aaron
- DJ Cashi
- DJ Düse
- DJ Ötzi
- DJ Robin
- Dorfrocker
- Helmut aus Mallorca
- Honk!
- FiNCH
- Finger & Kadel
- Ikke Hüftgold
- Ina Colada
- Ingo ohne Flamingo
- Isi Glück
- Jens Büchner
- Julian Sommer
- Jürgen Drews
- Jürgen Milski
- Klaus und Klaus
- Knossi
- Kreisligalegende
- Krümel
- Lorenz Büffel
- Malle Anja
- Mallorca Cowboys
- Markus Becker
- Marry
- Melanie Müller
- Menderes Bağcı
- Mia Julia
- Michael Wendler
- Mickie Krause
- Möhre
- Ole ohne Kohle
- Pat
- Peter Wackel
- PS Alex
- Rick Arena
- Rühmanns Scherben
- Schokkverliebt
- Schürze
- Snollebollekes
- Specktakel
- Thomas Karaoglan
- Tim Toupet
- Tobee
- Tream
- Willi Herren
- Zlatko Trpkovski

Zu den bekanntesten Produzenten gehören Dominik de Leon, Ikke Hüftgold (beide Inhaber der Summerfield Group), Hermann Niesig, Oliver deVille und Xtreme Sound (Michael Rötgens und Hartmut Weßling). Künstler, die Party-Remixe veröffentlichen, sind unter anderem DJ Ostkurve, Stereoact (z. B. Die immer lacht von Kerstin Ott) und Harris & Ford.

## Erfolgreichste Titel
Zu den meistverkauften Singles mit Goldstatus zählen die Titel Mallorca (da bin ich daheim) von Mia Julia, Biste braun, kriegste Fraun und Eine Woche wach von Mickie Krause, Saufen – morgens, mittags, abends von Ingo ohne Flamingo, Helikopter 117 (Mach’ den Hub Hub Hub) von Tobee, Scheiß drauf! (Mallorca ist nur einmal im Jahr) (Peter Wackel), Mama Laudaaa von Specktakel und Almklausi sowie Dicht im Flieger von Julian Sommer. Das Stück Das geht ab! (2009) von Die Atzen erhielt 2012 Platin, Johnny Däpp (2016) von Lorenz Büffel (geschrieben von Ikke Hüftgold und Dominik de Leon) 2020, Layla im Jahr seiner Veröffentlichung 2022. Das Musikvideo zum Stück Amsterdam von Axel Fischer (2008) wurde 2013 als erstes Partyschlager-Musikvideo mehr als 10 Millionen Mal bei YouTube aufgerufen. Das Album Nummer eins von Ikke Hüftgold erreichte 2024 als erstes Partyschlager-Album den ersten Platz der Deutschen Albumcharts.

## Künstlerische Adaptionen
- Heinz Strunk spielt im Film Fraktus (2012) einen Partyschlager-Produzenten, der auf Ibiza den Hit Geilianer produziert.[34] 2022 veröffentlichte Strunk unter dem Pseudonym Pierre Panade, das er bereits 2020 in seiner Titanic-Kolumne erwähnt hat,[35] das Stück Breit in 100 Sekunden.[36] 2023 wurde seine Serie Last Exit Schinkenstraße bei Amazon Prime veröffentlicht.[37]
- Jan Böhmermann sang 2018 im Neo Magazin Royale zusammen mit Clueso Akustikversionen von Ballermann-Hits.[38] Mit Ischgl Fieber veröffentlichte er 2021 in einer Sendung über die Rolle des alpinen Massentourismus am Beginn der COVID-19-Pandemie ein Après-Ski-Stück.[39]
- 2021 veröffentlichten Tommi Schmitt und Felix Lobrecht (Podcast Gemischtes Hack) als fiktives Ballermann-Duo Die Sacknähte zusammen mit Ikke Hüftgold den Song Unten kommt die Gurke rein.[40]
- 2023 veröffentlichte Heino das Album Lieder meiner Heimat mit Coverversionen von Ballermann-Hits.[41]
- Im Mai 2025 führte das Staatstheater Augsburg das Singspiel Exportschlager nach Partyschlager-Adaptionen des Komponisten Simon Mack auf, der Stücke in der Tradition des Kunstlieds neu vertont hatte.[42]
- Im gleichen Monat veröffentlichte die Gruppe Kommando Internet die EP Malle Antifa, auf der Partyschlager mit antifaschistischen Texten enthalten sind.[43]

## Dokumentation
- Partyschlager, dreiteilige Dokuserie von Maria Burges, 2024, ZDFinfo (1.: Gute-Laune-Hits vom Fließband[44], 2.: Auf Tour mit Ikke Hüftgold[45] 3.: Schöner, jünger, geiler[46])